# Zhoř (Plzeň)
Zhoř é uma comuna checa localizada na região de Plzeň, distrito de Tachov.